# Ella Rappich
Ella Rappich (* 23. Mai 2000 in Sigtuna) ist eine schwedische Schauspielerin.

## Leben und Karriere
Rappich wurde am 23. Mai 2000 in Sigtuna geboren. Ihr Debüt gab sie 2019 in der Netflixserie Quicksand – Im Traum kannst du nicht lügen. Zwischen 2020 und 2021 spielte sie in Lyckoviken mit. Neben der Schauspielerei besuchte Rappich die Schule Sigtunaskolan Humanistiska Läroverket.

## Filmografie
- 2019: Quicksand – Im Traum kannst du nicht lügen
- 2020–2021: Lyckoviken
- 2022: The Playlist (Fernsehserie, 6 Episoden)